# PPP3CC
세린/트레오닌-단백질 인산가수분해효소 2B 촉매 소단위 감마 동형체 (Serine/threonine-protein phosphatase 2B catalytic subunit gamma isoform, PP2BC)는 인간의 PPP3CC 유전자에 의해 암호화되는 효소이다.
칼모듈린 종속 단백질 인산가수분해효소, 칼시뉴린, 인산화 상태의 Ca(2+) 종속 수정자로 작용 하는 광범위한 생물학적 활동에 관여한다.
고환에서 정자의 운동성은 cAMP 의존적 인산화에 의해 조절되는 것으로 생각되며 독특한 형태의 칼시뉴린이 편모와 연관되어 있는 것으로 보인다. 칼시뉴린 전효소는 각각 60kD 및 18 kD의 촉매 및 조절 서브유닛으로 구성된다.
칼시뉴린 A-알파(CALNA1), 칼시뉴린 A-베타(CALNA2), 칼시뉴린 A-감마(CALNA3)의 3개 이상의 유전자가 촉매 서브유닛에 대해 복제되었다. 이 유전자는 인간, 생쥐 및 쥐에서 확인되었으며 종 간에 고도로 보존되어 있다 (90~95% 아미노산 동일성).